# 2. Feldhockey-Bundesliga 2012/13 (Damen)
Die Saison 2012/13 der 2. Bundesliga Damen startete am 15. September 2012 und endete am 12. Mai 2013.
Die Absteiger sind rot markiert, neben den jeweiligen Gruppenletzten steigen diesmal zwei weitere Mannschaften aus dem Süden ab, da die Absteiger aus der 1. Bundesliga beide von dort kommen.

## Abschlusstabellen
Legende:

| (A) | Absteiger aus der 1. Bundesliga |
| (N) | Aufsteiger aus der Regionalliga |
|     | Aufsteiger in die 1. Bundesliga |
|     | Absteiger in die Regionalliga   |

| Platz | Club                   | Spiele | Tore  | Punkte |
| ----- | ---------------------- | ------ | ----- | ------ |
| 1.    | Eintracht Braunschweig | 14     | 35:8  | 37     |
| 2.    | Uhlenhorst Mülheim     | 14     | 48:12 | 36     |
| 3.    | Düsseldorfer HC (A)    | 14     | 42:23 | 24     |
| 4.    | ETuF Essen (A)         | 14     | 24:30 | 21     |
| 5.    | Großflottbeker THGC    | 14     | 26:27 | 17     |
| 6.    | DHC Hannover           | 14     | 12:27 | 14     |
| 7.    | TG Heimfeld (N)        | 14     | 11:33 | 8      |
| 8.    | Blau-Weiß Köln (N)     | 14     | 14:52 | 4      |

| Platz | Club                    | Spiele | Tore  | Punkte |
| ----- | ----------------------- | ------ | ----- | ------ |
| 1.    | Eintracht Frankfurt (N) | 14     | 45:13 | 37     |
| 2.    | Zehlendorfer Wespen     | 14     | 39:23 | 25     |
| 3.    | SC Charlottenburg       | 14     | 29:20 | 24     |
| 4.    | HC Wacker München       | 14     | 21:31 | 19     |
| 5.    | SC Frankfurt 1880       | 14     | 21:21 | 18     |
| 6.    | ATV Leipzig (N)         | 14     | 25:39 | 14     |
| 7.    | HG Nürnberg             | 14     | 15:22 | 11     |
| 8.    | HTC Stuttgarter Kickers | 14     | 18:44 | 7      |

## Auf- und Absteiger
Absteiger aus der 1. Bundesliga sind für die nächste Saison Jahr TSV Mannheim und TUS Lichterfelde, beide steigen in die Gruppe Süd ab, die daher 3 Absteiger verzeichnet.
Aufsteiger aus der Regionalliga für die nächste Saison sind im Süden der Nürnberger HTC und TC Blau-Weiss Berlin, im Norden der Bonner THV und der Marienthaler THC.